# 洛根鎮區 (堪薩斯州馬歇爾縣)
洛根鎮區（英語：Logan Township）為美國堪薩斯州馬歇爾縣轄下的鎮區。2010年美国人口普查中此鎮區人口有272人。

## 地理
洛根鎮區涵蓋總面積為93.1平方（35.95平方英里），其中陸地面積為92.9平方（35.87平方英里），水域面積為0.21平方（0.08平方英里）或0.22%。海拔高度414（1,358英尺）。

## 人口統計
根據2010年美國人口普查，洛根鎮區人口有272人，其中男性有138人，女性有134人，人口密度為每平方公里2.92人，住房計122戶。鎮區內的白人有269人，非裔美國人有0人，美洲原住民有0人，亞裔美國人有0人，太平洋島裔美國人有2人，其他種族有1人，混血種族則有0人。此外鎮區內有1人為西班牙裔或拉丁裔美國人。此鎮區之年齡中位數為48.7歲，而男性年齡中位數為48歲，女性年齡中位數為49.5歲。

## 交通

### 主要公路
- 36號美國國道